# Galaxia Triunghiului
Galaxia Triunghiului, numită și NGC 598 sau Messier 33 este o galaxie spirală de tip SA(s)cd aparținând Grupului Local și situată în Triunghiul. Este un obiect ceresc care face parte din Catalogul Messier, întocmit de astronomul francez Charles Messier.
Fără îndoială, satelit al Galaxiei Andromeda, distanța sa față de Soarele nostru este puțin cunoscută, fiind măsurată la 2,4 milioane de ani lumină, 730 de kiloparseci, potrivit lucrărilor din 2005 până la 3,1 de milioane de ani lumină, 960 de kiloparseci în 2006, valorile cele mai recente care au fost publicate fiind apropiate de cele din 2006 care situau această galaxie la circa 2,8 milioane de ani lumină, 850 de kiloparseci.
Este a treia galaxie cea mai masivă din grupul local, după galaxia Andromeda și Calea Lactee, și în fața Marelui Nor al lui Magellan; cu o masă evaluată la 60 de miliarde de mase solare, ea nu reprezintă decât 5% din masa galaxiei Andromeda, materia întunecată constituind 85% din această masă.
Catalogată pentru prima dată de Charles Messier în 1764, galaxia Triunghiului fusese probabil observată mai înainte, fiind vizibilă cu ochiul liber când condițiile sunt favorabile. Studiul său astronomic a început cel târziu la mijlocul secolului al XIX-lea, deoarece William Parson, al treilea conte de Rosse, sugerase din 1850 că structura acestei galaxii prezenta spirale.
Messier 33 a fost utilizat de astronomul Gérard de Vaucouleurs drept galaxie de tip morfologic SA(s)cd în atlasul să de galaxii.

## Descoperirea
Această galaxie a fost probabil descoperită înainte de 1654 de Hodierna, discipol al lui Galileo Galilei, care a grupat-o, se pare, împreună cu roiul deschis NGC 752. A fost redescoperită la 25 august 1764 de Charles Messier care a catalogat-o sub numele de M33, în catalogul său (faimosul Catalog Messier). La 11 septembrie 1784, a fost clasificată și de William Herschel sub desemnarea H V.16.